# Élections régionales et municipales péruviennes de 2022

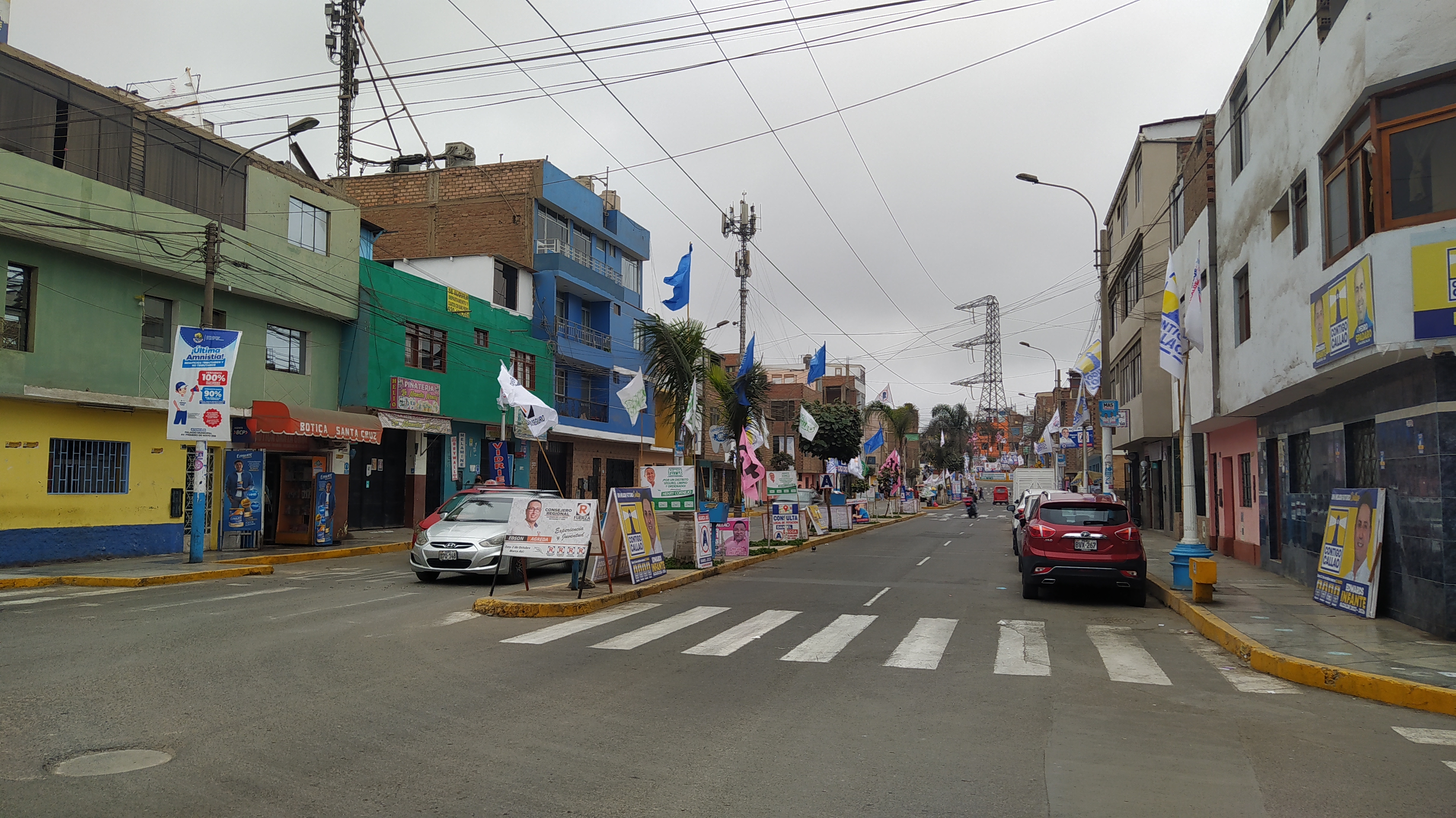

Les élections régionales et municipales péruviennes de 2022 se tiennent le 2 octobre 2022 au Pérou,.